# Червен бряг (община)
Община Червен бряг е разположена в Северна България и е една от съставните общини на област Плевен.

## География

### Географско положение, граници, големина
Общината е разположена в югозападната част на област Плевен. С площта си от 485,782 km2 заема 3-то място сред 11-те общините на областта, което съставлява 10,44% от територията на областта. Границите ѝ са следните:
- на север – община Кнежа
- на североизток – община Искър;
- на изток – община Долни Дъбник;
- на юг – община Луковит, Област Ловеч;
- на югозапад – община Роман, Област Враца;
- на запад – община Бяла Слатина, Област Враца.

### Релеф
Преобладаващият релеф на общината е равнинен на север и североизток и хълмист на юг. Територията ѝ е разположена на границата между Западната Дунавска равнина и Западния Предбалкан, като тя условно преминава южно от селата Сухаче и Чомаковци, по северното подножие на възвишението Маркова могила и южно от село Телиш. На север от тази условна граница в пределите на общината се простират крайните югоизточни части на Западната Дунавска равнина, като тук релефът е равнинен и слабо хълмист, изцяло заето от обработваеми земи. В коритото на река Искър, североизточно от село Глава се намира най-ниската точка на общината – 62 m н.в.
Районът южно от тази граница попада в крайните североизточни части на Западния Предбалкан. Тук на територията на община Червен бряг попадат изцяло или частично три орографски единици. Западно от град Червен бряг и долината на река Искър се простират крайните, най-високи части на рида Дреновица. Югозападно от село Сухаче се издига най-високата му точка – 387,4 m н.в., която е и най-висока точка на общината. Южно от него в пределите на общината попадат крайните североизточни части на Каменополското плато, прорязано от каньоновидната долина на река Ръчене (ляв приток на Искър). Тук максималната височина е връх Виса (386,2 m), издигащ се югозападно от село Реселец, на границата с Община Роман. Северно от град Червен бряг и източно от долината на Искър над равнинния околен релеф се издига крайната североизточна издънка на Западния Предбалкан – възвишението Маркова могила с едноименния си връх от 285 m, разположен на 1,6 km северно от общинския център.
Земеделските земи обхващат 419 250 декара, а горския фонд – 57 413 декара.

### Води
Основна водна артерия на община Червен бряг е река Искър, която протича през нея на протежение около 45 km с част от долното си течение. Реката навлиза в общината южно от село Реселец с долната част на Карлуковския пролом. Източно от селото тя излиза от пролома и минава западно от град Червен бряг. След това заобикаля от запад и северозапад възвишението Маркова могила, при село Чомаковци завива на североизток, протича покрай град Койнаре и село Глава и североизточно от последното напуска пределите на общината. На територията на община Червен бряг река Искър получава три по-големи притока: отляво – река Ръчене, вливаща се нея при село Реселец и Габарска река, вливаща се при село Чомаковци; отдясно – река Златна Златна Панега, вливаща се в Искър северозападно от град Червен бряг.
В общината са изградени няколко язовира най-голям от които е язовир „Телиш“, водите на които се използват основно за напояване на обширните земеделски земи. В крайните северозападни и североизточни ъгли на общината попадат части от други два по-големи язовира – „Еница“ и „Горни Дъбник“.

### Природни забележителности
На територията на община Червен бряг има 37 защитени природни местности.
Природни забележителности:
- Скалните образувания „Куклите“ в местността „Улея“ в землището на село Реселец;
- Тектонския грабен „Калето“ в землището на село Реселец;
- Водопада „Скока“ в землището на село Реселец;
- „Хайдушката пещера“ в местността „Скока“ при село Девенци;
- Скалния мост „Седларката“ в местността „Езерото“ в землището на село Ракита.

## История
Населен преди повече от 7000 години, червенобрежкият регион е оживен център на живот и търговска дейност. През годините траки, римляни, гърци и българи са наричали тези земи свой дом.
Неолитните селища на Телиш, тракийските поселения в Чомаковци и Пипра, Зентокурту, римските градове при Реселец и Чомаковци, пътищата, мостовете, византийските крепости и пр. – минало, което създава уникалния дух на селищата от общината.
Град Червен бряг носи името на село Червени бряг, намиращо се на 3 km от града (днес Пети квартал). Село Червени бряг и неговата махала Добролък са стари средновековни селища, регистрирани в турски документи от 1431 година, сред 3-те села в състава на зиамета Реселец. През 16 в. съществуването на селището е документирано в регистрите за войнуци към кааза Нийболу (Никопол) като село Червени бряг. То се намирало в местността „Езерото“, на 1 km южно от града, където и до днес се прави оброк на св. Илия. Новото селища възниква на гола поляна преди 105 години, на 3 km от село Червени брег, в непосредствена близост до новоизградената жп линия. От първите дни на своето създаване то съществува като гарово селище. Първият влак спира на гара Червен бряг на 1 септември 1899 г. Гарово селище Червен бряг става град на 18 юли 1929 г.
В общината има категоризирани исторически паметници: 98 паметни плочи и 131 археологически обекти, 35 архитектурно-скулптурни паметници и 37 защитени природни обекти. За паметници на културата са обявени 6 братски могили на загинали руски войници в село Телиш и 1 възрожденска къща в с. Ракита.

## Население

### Етнически състав (2011)
Численост и дял на етническите групи според преброяването на населението през 2011 г.:
|                     | Численост | Дял (в %) |
| Общо                | 22 975    | 100,00    |
| Българи             | 17 674    | 79,86     |
| Турци               | 176       | 0,63      |
| Цигани              | 1 977     | 3,87      |
| Други               | 67        | 0,19      |
| Не се самоопределят | 170       | 0,39      |
| Неотговорили        | 2 911     | 15,05     |

### Населени места
Общината включва 14 селища с общо население 22 975 жители (към 7 септември 2021 г.).
| Населено място | Население (2021 г.) | Площ на землището km2 | Забележка (старо име) | Населено място | Население (2021 г.) | Площ на землището km2 | Забележка (старо име)           |
| -------------- | ------------------- | --------------------- | --------------------- | -------------- | ------------------- | --------------------- | ------------------------------- |
| Бресте         | 330                 | 25,471                |                       | Ракита         | 722                 | 52,722                |                                 |
| Глава          | 996                 | 21,230                |                       | Реселец        | 849                 | 32,598                |                                 |
| Горник         | 929                 | 23,729                |                       | Рупци          | 1066                | 20,048                |                                 |
| Девенци        | 508                 | 27,276                |                       | Сухаче         | 573                 | 26,787                | Сухатче                         |
| Койнаре        | 2960                | 81,574                |                       | Телиш          | 759                 | 44,059                |                                 |
| Лепица         | 360                 | 17,907                |                       | Червен бряг    | 10788               | 40,760                |                                 |
| Радомирци      | 1206                | 41,166                |                       | Чомаковци      | 929                 | 30,455                | Чумаковци                       |
|                |                     |                       |                       | ОБЩО           | 22975               | 485,782               | няма населени места без землища |

## Административно-териториални промени
- Указ № 402/обн. 18.07.1929 г. – признава населената местност Гара Червени бряг за гр. Червен бряг;
- през 1946 г. – осъвременено е името на с. Чумаковци на с. Чомаковци;
- Указ № 632/обн. 19.12.1950 г. – заличава с. Червени бряг и го присъединява като квартал на гр. Червен бряг;
- Указ № 546/обн. 15.09.1964 г. – признава с. Койнаре за с.гр.т. Койнаре;
- Указ № 960/обн. 4 януари 1966 г. – осъвременява името на с. Сухатче на с. Сухаче;
- Указ № 1942/обн. 17.09.1974 г. – признава с.гр.т. Койнаре за гр. Койнаре;
- Указ № 45/обн. 20 януари 1978 г. – отделя гр. Койнаре и селата Глава, Лепица и Сухаче от Врачански окръг и ги присъединява към Плевенски окръг.

## Развитие
Благоприятно географско местонахождение и много добре изградена транспортна инфраструктура. Богато разнообразие на природни условия – хълмисти и равнинни ландшафти; атрактивни ландшафтни форми; защитени територии и природни забележителности.
Добре изградена хидрографска мрежа със значителни водни количества – 19 006 дка водни течения и водни площи, част от които принадлежат на реките Искър и Златна Панега.
Наличие на нерудни полезни изкопаеми – мергели, глини и варовици. Липса на химически замърсени земи – цялата територия на общината е подходяща за производството на екологично чиста продукция.
Наличие на база и традиции в селскостопанското производство и хранително-вкусовата промишленост: 2 големи и 7 малки мелници; консервна фабрика; хлебозавод и фурни; мандра и млеко-събирателни пунктове. Учебни бази по селско стопанство, хранителни технологии и икономика – Професионална гимназия по земеделско стопанство „Ал. Стамболийски“ в с. Чомаковци, Професионална гимназия по хранителни технологии „Ю. Гагарин“ и Търговска гимназия „В. Априлов“ в гр. Червен бряг.
Наличие на обекти за културен, исторически, екстремен и екотуризъм на територията на общината и традиционни занаяти и обичаи. Разработени проекти в областта на туризма и проекти, свързани с възстановяване и реконструкция на туристически обекти.
Нов сграден фонд за болничната и доболничната помощ в Червен бряг. Център по хемодиализа, обслужващ и съседни общини.

## Транспорт
През територията на общината преминават 2 участъка с обща дължина от 46.9 km от железопътната мрежа на България:
- от югозапад на североизток – участък от 35,1 km от трасето на жп линията София – Горна Оряховица – Варна;
- началният участък от 11,8 km от трасето на жп линията Червен бряг – Златна Панега;

През общината преминават изцяло или частично 5 пътя от Републиканската пътна мрежа на България с обща дължина 78,6 km:
- участък от 17 km от Републикански път I-3 (от km 117,4 до km 134,4);
- участък от 16 km от Републикански път III-306 (от km 5,4 до km 21,4);
- последният участък от 10,5 km от Републикански път III-1031 (от km 14,1 до km 24,6);
- участък от 24,4 km от Републикански път III-1306 (от km 5,7 до km 30,1);
- целият участък от 10,7 km от Републикански път III-3006.

## Топографска карта
- Лист от карта K-34-24. Мащаб: 1 : 100 000.
- Лист от карта K-34-36. Мащаб: 1 : 100 000.
- Лист от карта K-35-13. Мащаб: 1 : 100 000.
- Лист от карта K-35-25. Мащаб: 1 : 100 000.